# ربکا پچ
ربکا پچ (انگلیسی: Rebecca Petch؛ زادهٔ ۹ ژوئیهٔ ۱۹۹۸) دوچرخه‌سوار زن پیست و بی‌ام‌اکس اهل نیوزیلند است.
وی در مسابقات کشوری و بین‌المللی در مجموع برندهٔ ۱ مدال طلا، ۱ مدال نقره شده است.